# Breux-Jouy
Breux-Jouy é uma comuna francesa na região administrativa da Ilha de França, no departamento de Essonne. Estende-se por uma área de 4.68 km². Em 2010 a comuna tinha 1 260 habitantes (densidade: 269,2 hab./km²).